# Onhaye
Onhaye (Aussprache [ɔ̃ɛ]) ist eine Gemeinde in der Provinz Namur im wallonischen Teil Belgiens.
Die Gemeinde besteht neben Onhaye aus den Ortsteilen Anthée, Falaën, Gerin, Serville, Sommière und Weillen.
Partnergemeinde von Onhaye ist Le Tholy in den Vogesen. Seit 2007 ist der belgische Politiker Christophe Bastin Bürgermeister von Onhaye.

## Geschichte

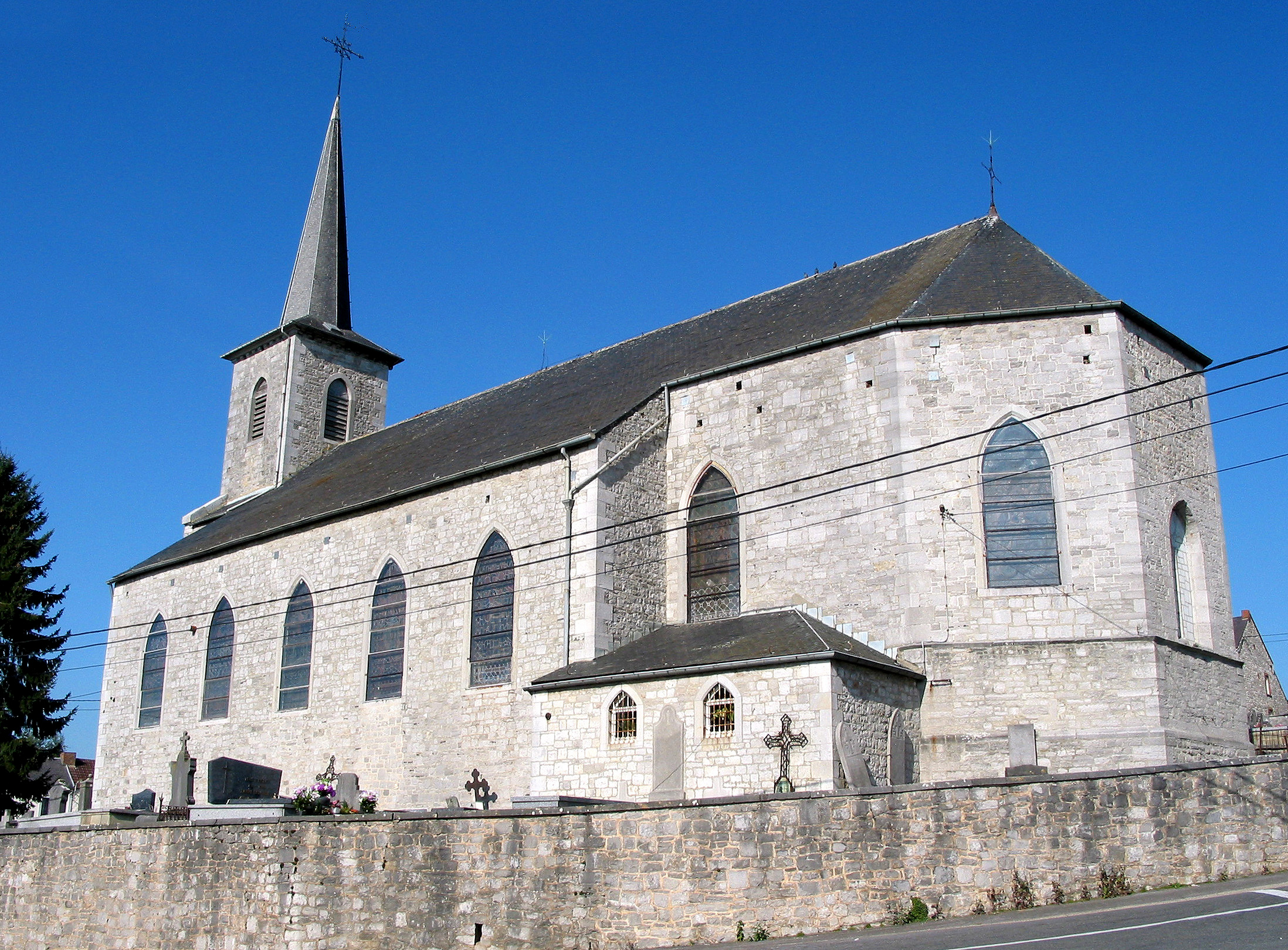
Kirche Saint-Martin (1808)

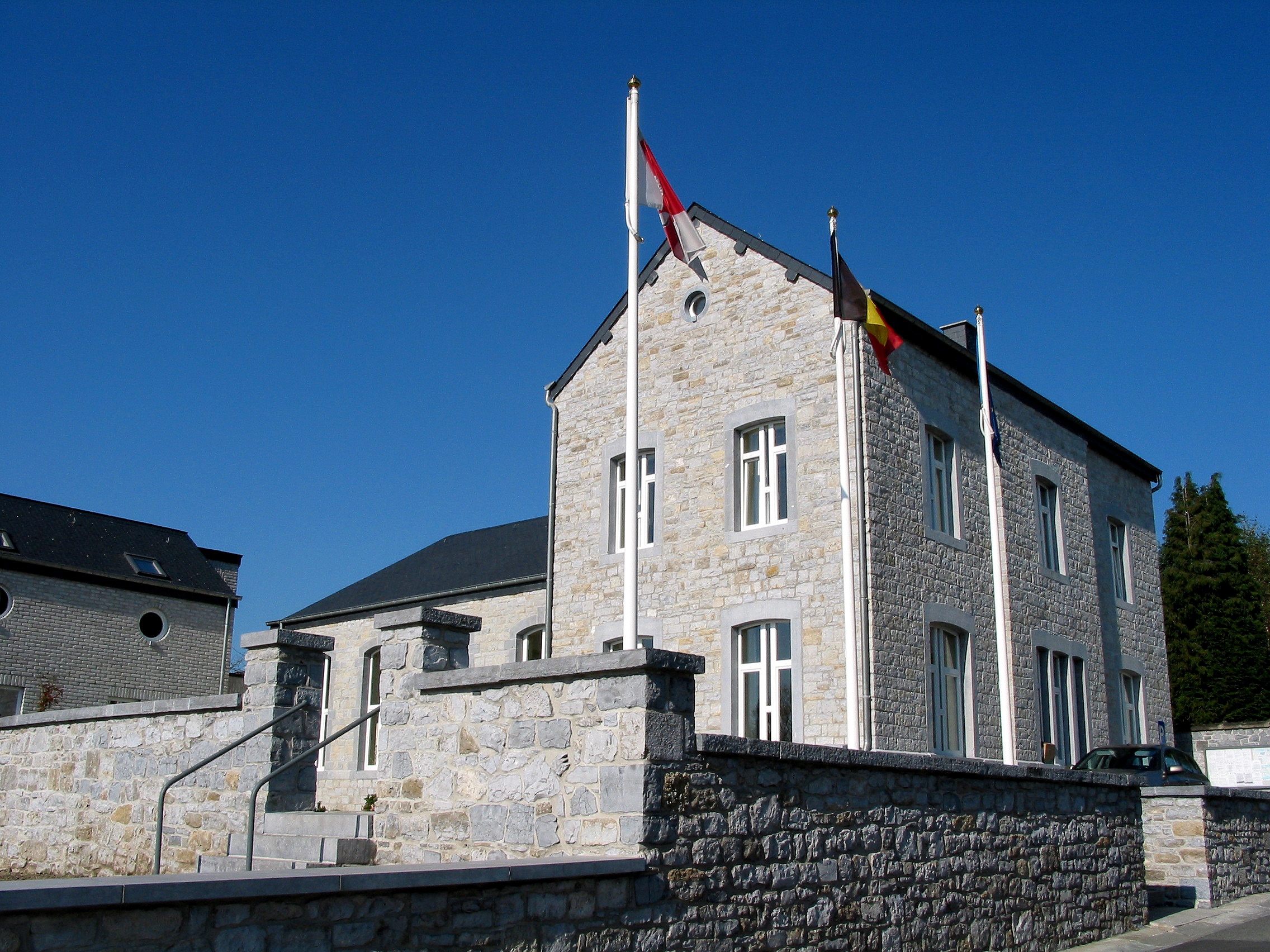
Rathaus

Bis weit ins 16. Jahrhundert ist die Quellenlage für Onhaye und alle seine Ortsteile sehr dürftig. Nur für Serville gibt es eine sichere urkundliche Ersterwähnung: Zwischen 923 und 936 erhielt das Kloster Stablo/Stavelot hier mehrere Schenkungen (Regnum Francorum online (RFO) Stavelot Nr. 054–063). Laut der belgischen Geschichtsschreibung soll dieses Kloster im 10. Jahrhundert auch in Gerin Besitz bekommen haben (nicht in RFO!). Dieser Besitz soll vor 1585 an das Kloster Hastière gelangt sein und geriet unter den Einfluss der Grafen von Namur. In Anthée soll eine römische „villa“ gestanden haben und ein merowingischer Friedhof. In Sommière wurde im 17. Jahrhundert eine Kirche erbaut. Über Falaen und Weillen ist bisher nichts Geschichtliches bekannt geworden. Seit 1830 gehören alle Orte zum neugegründeten Königreich Belgien. Während des Ersten Weltkriegs kam es im Umfeld von Onhaye zu Kämpfen zwischen deutschen und französischen Truppen. Am 23. August 1914 überschritten deutsche Truppen in der Nähe von Onhaye die Maas. Es kam in der Nacht vom 23. zum 24. August 1914 zu heftigen Kämpfen zwischen deutschen und auf Onhaye zurückgezogenen französischen Einheiten.

## Sehenswürdigkeiten
Die Ruine der Burg Montaigle aus dem 14. Jahrhundert befindet sich nordöstlich des Ortsteils Falaën. Im Jahr 1808 wurde in Onhaye die Kirche Saint-Martin gebaut. Die beiden Schlösser von Anthée (Fontaine, erbaut im 16. Jh., und de la Forge, erbaut im 17. Jh.) und die beiden Schlösser von Falaen (namenlos, erbaut 1670–1673 und Boel, erbaut 1904–1910) sind echte Touristenattraktionen. Die Bauzeit des Schlosses von Weillen ist unbekannt (nach 1664 und vor 1830?).

## Persönlichkeiten
Der belgische Arzt und Schriftsteller Adam Gerard (* 1946) wurde in Onhaye geboren.